# وهم الشيطان (كتاب)
وهم الشيطان (بالإنجليزية: The Devil's Delusion)‏ كتاب من تأليف ديفيد بيرلينسكي سنة 2009، يناقش فيه الإلحاد والدين من وجهة نظر دينية.

## روابط خارجية
- محاضرة د. ديفيد عن كتابه وهم الشيطان